# 셔먼웨이역
셔먼웨이역(Sherman Way Station)은 로스앤젤레스 메트로 버스웨이의 G선의 역중 하나이다. 샌퍼넌도밸리 서부에 있는 로스앤젤레스의 카노가 파크(Canoga Park)에 위치한다.
이 역은 현재 메트로 G선 채스워스 연장선의 일부로 운행 중이다. 자전거 보관함과 함께 207개의 공간을 갖춘 주차장이 있다. 2012년 6월에 문을 열었다.
셔먼웨이역은 카노가 애비뉴(Canoga Avenue)와 셔먼 웨이(Sherman Way)의 교차로에 있다. 이 역은 기존의 G선역과 유사한 역 편의 시설을 갖추고 있다. 설치미술품도 이 역에 추가되어 있다.

## 운행 정보

### 역 구조
| 동행 | G선 | 채츠워스 방면 (로스코)     |
| 서행 | G선 | 노스할리우드 방면 (카노가) |

### 메트로 버스웨이 운행 정보
메트로 버스웨이 G선은 매일 24시간 운행한다.

### 연결 가능한 버스노선
- 메트로 로컬: 162, 163

## 인근 역세권
- 다운타운 카노가 파크 샵(Downtown Canoga Park shops, antiques row)
- 마드리드 극장(Madrid Theater)
- 바야르타 슈퍼마켓(Vallarta Supermarket)
- Follow Your Heart, cafe and health food store
- Pastries by Edie, bakery & cafe
- 그린 섬 묘목상(Green Thumb Nursery)
- 사라 J 페이스트리 & 케이크(Sara J Pastries & Cakes)
- 스타벅스(Starbucks)
- 앤디스 서브마린 샌드위치(Andy's Submarine Sandwich's)
- 버거킹(Burger King
- 칼스 주니어(Carl's Jr.)

## 역사
현재의 역은 두개의 옛 철도 노선의 교차점에 위치해 있다. 각각 G선이 이어지는 남북간의 옛 서던 퍼시픽 지선과 이후에 퍼시픽 전기철도 오웬스마우스 선이 되는 동서간의 옛 로스앤젤레스 퍼시픽 철도이다. 셔먼 웨이 역은 토지 개발과 철도 건설에 관여한 모세 셔먼(Moses Sherman)의 이름을 따서 명명되었다.